# Antoninijan
Antoninijan (latinsko antoninianvs) je bil kovanec Rimskega cesarstva, vreden dva denarija. 
Kovanec je bil sprva srebrn, kasneje pa zaradi razvrednotenja denarja bronast. Antoninijan je vpeljal cesar Karakala na začetku leta 215 kot srebrnik, ki je bil zelo podoben denariju, samo da je bil malo večji in da je cesar na njem nosil žarkasto krono. Krona je tudi na drugih kovancih pomenila dvojno vrednost. Na antoninijanih so bile pogosto upodobljene ženske, običajno žene cesarjev, katerih doprsni kipi so sloneli na polmesecu.
Antoninijan je bil ob uvedbi vreden dva denarija, vendar je imel samo 1,5-krat več srebra kot denarij, kar je znova ustvarjalo inflacijo. Prebivalci so začeli varčevati denarije, medtem ko so prodajalci prepoznali antoninijanovo nižjo vrednost in jo nadomestili z dvigom cen. Dobave zakladnega srebra so se ustavile, ker cesarstvo ni več osvajalo novih ozemelj, iberski srebrni rudniki pa so bili izčrpani. Vrsta vojaških cesarjev in uzurpatorjev je potrebovala srebrn denar za plače svojih vojakov in kupovanje njihove zvestobe, zato je antoninijan v vsaki naslednji izdaji vseboval manj srebra, kar je še povečevalo inflacijo. 
Proti koncu 3. stoletja so kovance skoraj v celoti izdelovali iz brona, ki so ga dobili s taljenjem starih kovancev, na primer sestercev. Kovale so se ogromne količine denarja, v obtoku pa je bilo tudi veliko ponaredkov. Nekateri kovanci so izgubili vso svojo vrednost, zato so jih preprosto zavrgli. Stanje v cesarstvu bi lahko primerjali s hiperinflacijo v Weimarski republiki v 1920. letih, ko se je papirnat denar tiskal v nerazumno velikih količinah. 
Ko so konec 3. stoletja z vrsto denarnih reform in uvedbo novih kovancev poskušali ustaviti inflacijo, so antoninijan umaknili iz obtoka.
Sodobni numizmatiki uporabljajo ime antoninijan preprosto zato, ker ne vedo njegovega pravega imena. Ime je dobil po podatkih iz ne najbolj verodostojne Historiae Augustae, v kateri so med drugimi večkrat omenjeni srebrniki cesarja Antonina. V 2. in zgodnjem 3. stoletju se je tako imenovalo več rimskih cesarjev, med njimi tudi Karakala, ki je srebrnik izdal. Ime kovanca se zato običajno povezuje prav z njim. Povezava je skoraj zagotovo napačna, vendar se je ime kljub temu prijelo.

## Sklic
1. ↑  The Antoninianus: Salonina. Pridobljeno dne 5. avgusta 2013.

## Vira
- C. Brenot in drugi, Aspects d'histoire économique et monétaire de Marc Aurèle à Constantin (161-337), Sedes, 1999.
- W. Kubitschek, Antoninianus, Paulys Realencyclopädie der classischen Altertumswissenschaft (RE), 1. zvezek, 2, Stuttgart, 1894, kolone 2568–2571.